# Meester in de rechten
Meester in de rechten is de academische graad die een persoon behaalt, en de titel die hij of zij mag voeren, na het met goed gevolg afronden van de masterstudie rechtsgeleerdheid aan een Belgische of Nederlandse universiteit. 'Meester in de rechten' wordt afgekort tot mr. (zonder hoofdletter, met punt), dat voor de naam wordt geplaatst. Na invoering in 2002 van het bachelor-masterstelsel is het de titel Master of Laws, afgekort met LL.M., dat achter de naam wordt geplaatst. In Nederland is het toegestaan de nieuwe titel te voeren als de graad vóór 2002 is behaald; zijn er meerdere graden behaald, dan mogen er ofwel de oude titels, ofwel de nieuwe worden gevoerd, maar er mag niet worden gemengd.
In België en Nederland mag de titel legum magister (Latijn voor 'meester van de rechten') met de afkorting LL.M. worden gebruikt om aan te duiden dat de persoon een buitenlandse MaNaMa heeft gedaan na de volledige studie rechten. Vooral in de rechtstakken fiscaal recht, vennootschapsrecht, internationaal recht, Europees recht en maritiem recht zijn deze internationale LL.M-programma's populair.
Volgens het besluit van de Vlaamse Regering wordt in de Codex Hoger Onderwijs in artikel II.77 bepaald dat de titel voor meester in de rechten "LL.M." is. Juridisch gezien mag de titel LL.M. dus gevoerd worden; het is in Vlaanderen echter niet gebruikelijk.
In een samenwerkingsverband van meerdere meesters in de rechten wordt mrs. als meervouds-aanduiding gebruikt: "advocaten: mrs. De Vries en Jansen". Dit moet niet worden verward met de Engelstalige afkorting Mrs. voor mevrouw, dat overigens onder de invloed van Ms., steeds meer in onbruik is geraakt. Ms. werd in de jaren 1960 geïntroduceerd als neutrale afkorting voor zowel Miss, juffrouw, voor een ongetrouwde vrouw, als Mrs. voor een getrouwde vrouw.
De reden dat de titel meester in de rechten is, meervoud dus, stamt uit de middeleeuwen. In die tijd was een jurist iemand die zowel bekend was met het geldende canonieke recht als het Romeinse recht. Deze titel geldt nu nog steeds.

## Promotie
Door het behalen van de meestertitel, vanaf 2002 door het slagen voor het masterexamen, is behoudens een speciale vrijstelling voldaan aan één voorwaarde voor toelating tot een academische promotie (internationaal als PhD aangeduid). In Nederland is dit geen vervolgopleiding, maar een onderzoeksproject in een specifiek onderwerp, waarover een proefschrift wordt geschreven, dat na goedkeuring door de promotor in het openbaar voor een promotiecommissie moet worden verdedigd. Wettelijk heeft iemand die gepromoveerd is het recht de titel "dr." voor de naam te voeren, maar bij juristen is dat weinig gebruikelijk. Ook al is dit historisch achterhaald en geldt de "dr."-titel als veel zwaarder dan de "mr."-titel, de traditie dienaangaande blijft bestaan.

## Puntenstrijd
Van oudsher strijden juristen over gebruik van een punt achter de afkorting mr. Pleiters voor de puntloze afkorting stelden zich op het standpunt dat er achter het woord 'meester' ook geen punt komt. Een ander argument bij gebruik van de puntloze afkorting door vrouwen was dat men soms dacht dat het om het Engelse Mr. voor meneer ging. Men noemde dit gekscherend de puntenstrijd. De puntlozen leken taalkundig te hebben gewonnen toen in november 1993 de nieuwe Nederlandse Wet op het hoger onderwijs en wetenschappelijk onderzoek titels als mr. en dr. zonder punt schreef. Bij de herziening hiervan in juli 1999 kwam de punt echter terug, zoals de schrijfwijze in het Groene Boekje werd geadviseerd. De bekende schrijfwijzer geeft aan dat alle afkortingen van academische en vergelijkbare titels als mr., dr., drs., ir., ing., bc., met een kleine letter én een punt moeten worden geschreven.

## Jurist
Meestal worden mensen die meester in de rechten zijn, jurist genoemd. Dat is echter geen beschermde titel of graad. Er wordt over het algemeen iemand mee aangeduid die kennis heeft van het recht en werkzaam is op dat vakgebied. Anders echter dan de graad meester in de rechten (mr.) of het beroep van advocaat, is jurist in Nederland geen wettelijk beschermde titel of gereglementeerd beroep. In de praktijk kan dus iedereen deze naam gebruiken. Desalniettemin zal het in veel gevallen voor misleidend worden gehouden.